# Zittende vrouw
Zittende vrouw is een beeld van kalksteen gemaakt door Charlotte van Pallandt en bevindt zich in de Nederlandse plaats Alkmaar. Het beeld is in 1960 op het Clarissenbolwerk geplaatst.